# 扎爾努拉·拉蘇列夫

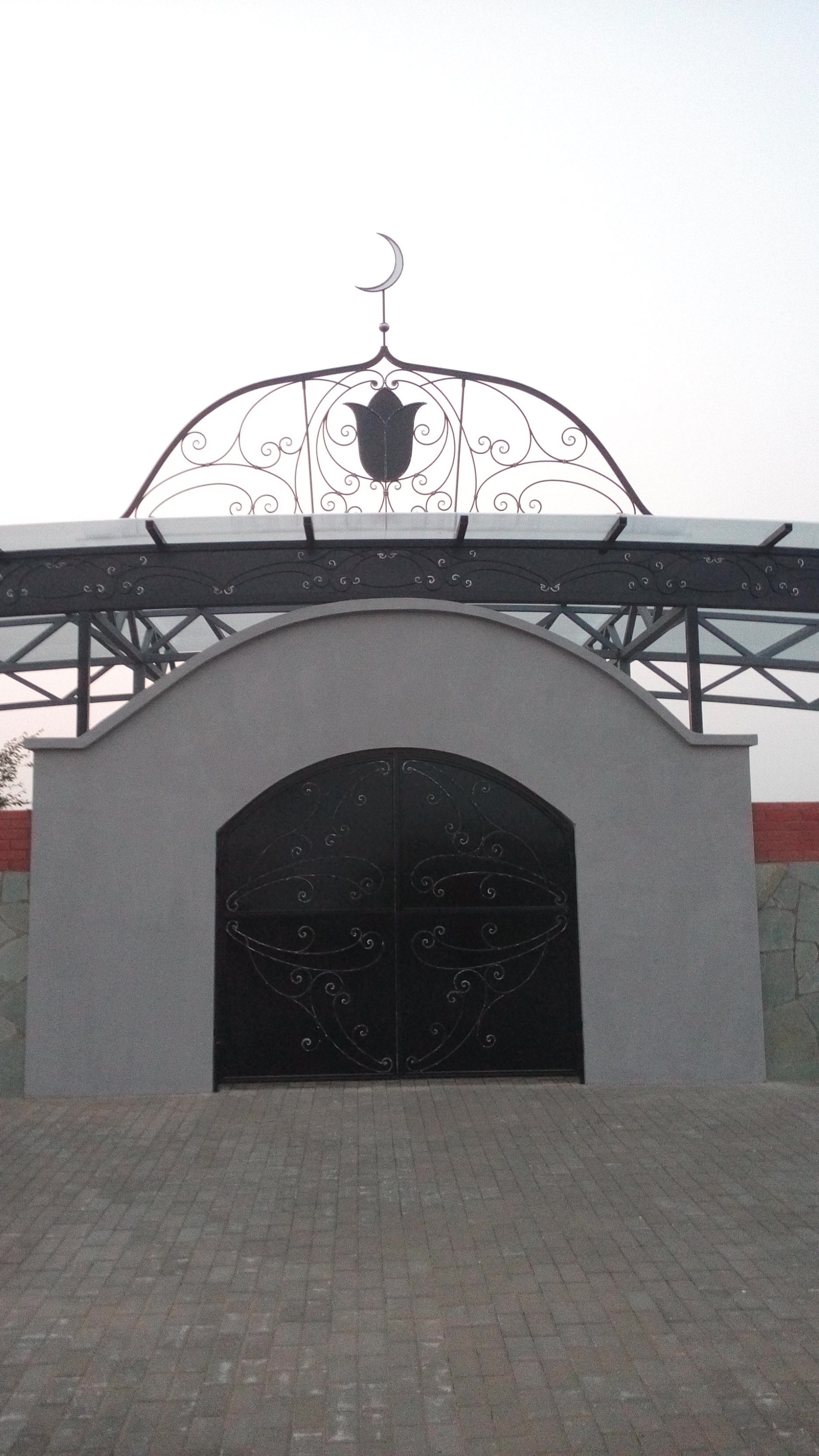
扎尔努拉·拉苏列夫墓

扎爾努拉·拉蘇列夫（1833年3月25日—1917年2月2日），19世紀末20世紀初巴什基爾人出身的宗教領袖，依禅。他是俄國著名的扎吉德領袖，並且是第一間扎吉德伊斯蘭學校的創辦人。
他於1833年生於奧倫堡省的一個毛拉家庭，他先在他的家鄉，然後在特羅伊茨克的伊斯蘭學校接受教育。後來開始了文職事業，自1858年以來，在尤爾達什村作領拜人。
當他還是學生的時候，已對蘇非主義感興趣。在1859年，他加入了納克什班迪教團。在1869-1870年在伊斯坦布爾接受來自謝赫艾哈邁德·吉亞烏德丁·古穆沙尼維的個人教導，並得到傳播教義的教統，並到麥加朝覲。拉蘇列夫回到巴什科爾托斯坦後，向當地人介紹納克什班迪教派的教義。
但在拉蘇列夫傳播教義的同時，地方上保守的毛拉和主流伊斯蘭教官員指責他傳播異端和詮行針對權力當局的破壞活動。在他們的書面譴責後，拉蘇列夫被逮捕並被流配，先後發配兹拉托乌斯特（8個月）、尼科利斯克(1873-1876年)、科斯特羅馬（1876-1881年）。
在1881年，他從流放回來，並作為一個宗教領袖在巴什科爾托斯坦的阿克奎扎村恢復他的活動，他做了第二個朝覲。自1884年以來，他在特羅伊茨克的清真寺出任伊瑪目。他後來創立了烏拉爾地區第一所扎吉德教育機構，稱為拉蘇里耶的伊斯蘭學校。他有許多門徒和追隨者，並有一些成為俄羅斯最有影響力的穆斯林領袖。
拉蘇列夫死於1917年2月2日。他被埋在特羅伊茨克的舊穆斯林公墓，許多關於他的奇蹟與傳說也保存在巴什基爾人的集體回歸中。